# Вест Хавер (Монтана)
Вест Хавер (енгл. West Havre) насељено је место без административног статуса у америчкој савезној држави Монтана.

## Демографија
По попису из 2010. године број становника је 316, што је 32 (11,3%) становника више него 2000. године.
| Група             | 2000.       | 2010.       |
| Белци             | 262 (92,3%) | 285 (90,2%) |
| Афроамериканци    | 0 (0,0%)    | 1 (0,3%)    |
| Азијати           | 4 (1,4%)    | 1 (0,3%)    |
| Хиспаноамериканци | 0 (0,0%)    | 7 (2,2%)    |
| Укупно            | 284         | 316         |